# Ceratophyus polyceros
Ceratophyus polyceros is een keversoort uit de familie mesttorren (Geotrupidae). De wetenschappelijke naam van de soort werd in 1771 gepubliceerd door Peter Simon Pallas.